# Gare de Chōfu
La gare de Chōfu (調布駅, Chōfu-eki) est une gare ferroviaire de la ville de Chōfu, dans la préfecture de Tokyo au Japon. La gare est exploitée par la compagnie Keiō.

## Situation ferroviaire
La gare de Chōfu est située au point kilométrique (PK) 15,5 de la ligne Keiō. Elle marque le début de la ligne Sagamihara.

## Histoire
La gare a été inaugurée le 15 avril 1913.

## Services aux voyageurs

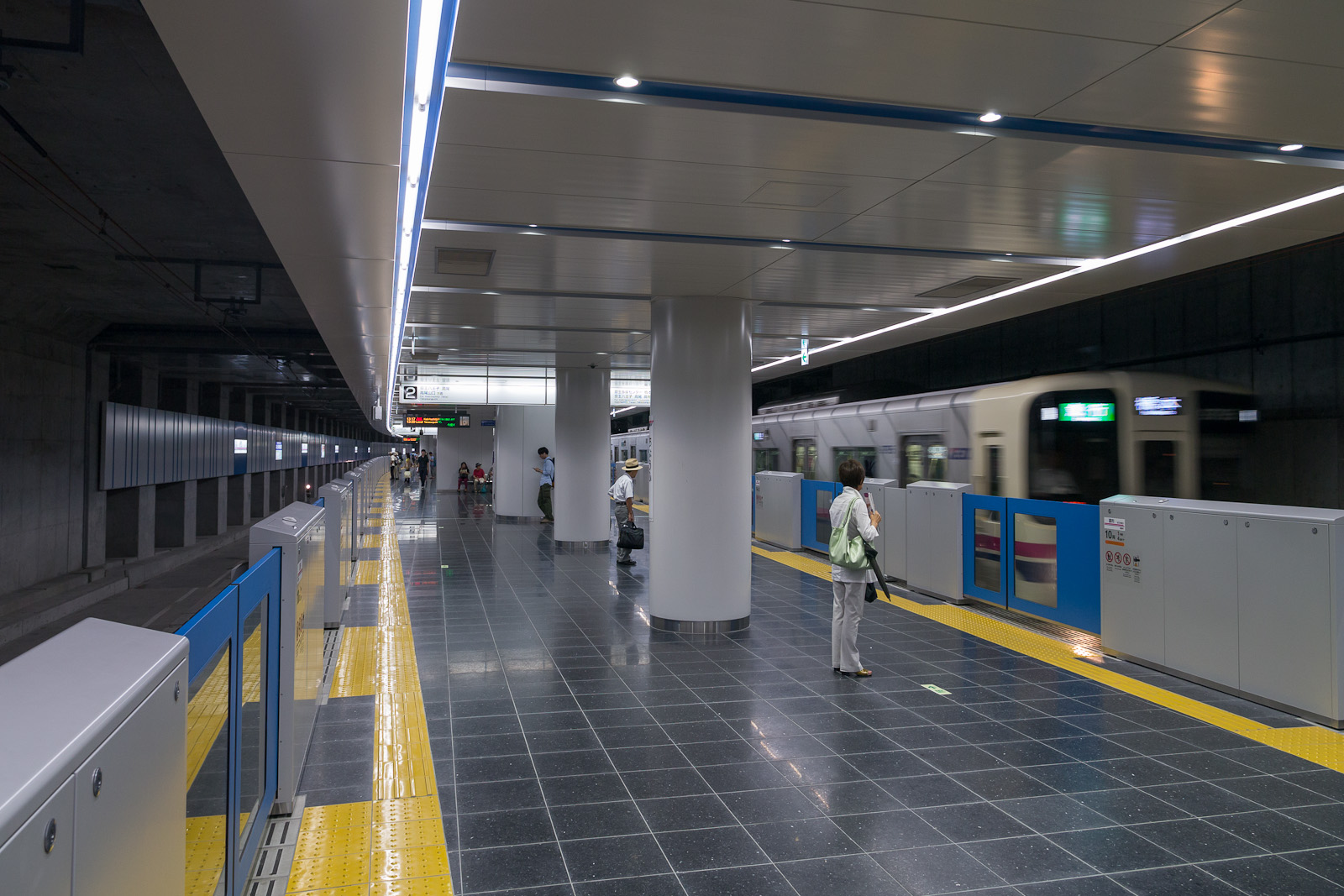
Quai souterrain.

### Accès et accueil
La gare dispose d'un bâtiment voyageurs, avec guichet, ouvert tous les jours. Les quais sont en souterrain.

### Desserte
- Ligne Keiō :
  - voies 1 et 2 : direction Keiō-Hachiōji, Tama-Dōbutsukōen et Takaosanguchi
  - voies 3 et 4 : direction Meidaimae, Shinjuku et Motoyawata (par la ligne Shinjuku)
- Ligne Sagamihara :
  - voies 1 et 2 : direction Hashimoto